# Ткачик лісовий
Тка́чик лісовий (Ploceus bicolor) — вид горобцеподібних птахів ткачикових (Ploceidae). Мешкає в Африці на південь від Сахари.

## Опис

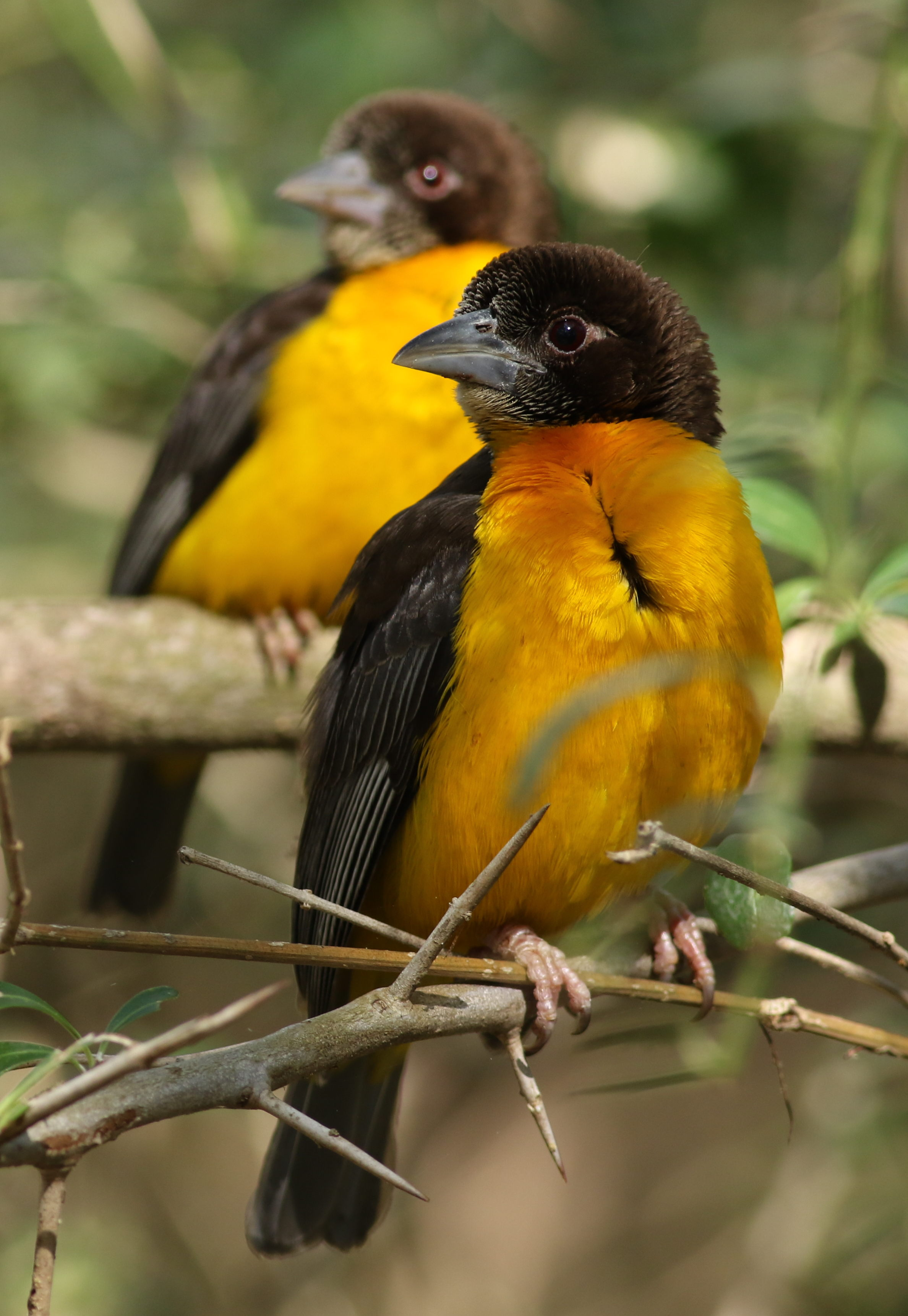
Лісові ткачики

Довжина птаха становить 14-15 см, вага 28-47 г. Голова чорнувата, верхня частина тіла темно-коричнево-сіра, деякі пера на кінці жовті. Горло чорнувате, нижня частина тіла жовта. Очі червоні або червонувато-карі, дзьоб білуватий. виду не притаманний статевий диморфізм. Молоді птахи мають дещо блідіше забарвлення.

## Підвиди
Виділяють сім підвидів:
- P. b. tephronotus (Reichenow, 1892) — від південного сходу Нігерії до заходу Республіки Конго, острів Біоко;
- P. b. amaurocephalus (Cabanis, 1881) — південна і центральна Ангола, південь ДР Конго;
- P. b. mentalis (Hartlaub, 1891) — південь Південного Судану, північний схід ДР Конго, Уганда і західна Кенія;
- P. b. kigomaensis (Grant, CHB & Mackworth-Praed, 1956) — східна Ангола, північна Замбія, південний схід ДР Конго і західна Танзанія;
- P. b. kersteni (Hartlaub & Finsch, 1870) — південь Сомалі, схід Кенії і Танзанії, острів Занзібар;
- P. b. stictifrons (Fischer, GA & Reichenow, 1885) — південно-східна Танзанія, південь Малаві, схід Зімбабве, Мозамбік і північний схід ПАР;
- P. b. bicolor Vieillot, 1819 — південний схід ПАР.

## Поширення і екологія
Лісові ткачики мешкають в Нігерії, Камеруні, Габоні, Республіці Конго, Демократичній Республіці Конго, Екваторіальній Гвінеї, Південному Судані, Сомалі, Кенії, Танзанії, Уганді, Руанді, Бурунді, Анголі, Замбії, Зімбабве, Мозамбіку, Малаві, Есватіні і Південно-Африканській Республіці. Вони живуть в сухих і вологих тропічних лісах, в галерейних лісах і лісистих саванах міомбо, на плантаціях. Зустрічаються на висоті до 2400 м над рівнем моря. Живляться комахами та іншими безхребетними, а також плодами і нектаром. Лісові ткачики є моногамними, гніздяться парами.